# Paixão na Praia
Paixão na praia é um filme brasileiro, realizado em 1971, do gênero drama e dirigido por Alfredo Sternheim.

## Elenco[2]
- Norma Benguell...Débora
- Adriano Reys...Pedro
- Ewerton de Castro...Jairo
- Lourival Pariz...Jacques
- Lola Brah...Baronesa
- Ariclê Perez[3]
- José Luiz França
- Lena França
- Fernando Serpa
- Edyr Castro
- Juan Siringo
- Miro Reis

## Enredo
Um casal de classe alta, Débora e Jacques, vive uma crise conjugal após nove anos e resolve passar uns dias na casa de veraneio para tentarem se reconciliar.  Após dois dias, Jacques é chamado de volta para São Paulo, pois sua industria sofrera um assalto. Contrariada e pensando em se desquitar apesar de ter uma filha ainda pequena, Débora fica sozinha na casa mas em seguida é surpreendida por dois assaltantes, Pedro e Jairo, que logo se revelam como os mesmos que cometeram o crime em São Paulo. Jairo é instável e nervoso mas Pedro se mostra atencioso e Débora é atraída por ele. A dupla se apresenta como revolucionários mas quando a terceira integrante da quadrilha chega com os documentos para fugirem do país, as verdadeiras motivações de cada um para cometerem o crime aparecem.

## Prêmios
- Melhor Ator para Ewerton de Castro e Melhor Atriz Secundária para Lola Brah no Festival de Cinema do Guarujá, 2, 1971, SP.[2]
- Prêmio Governador do Estado de São Paulo, 1972, SP, de Melhor Roteiro para Sternheim e Melhor Composição para Mário Edson.[2]